# Yvon Bonenfant
Pour les articles homonymes, voir Bonenfant.
Yvon Bonenfant, né à Lac-Baker, est un homme politique canadien. Membre du Parti progressiste-conservateur du Nouveau-Brunswick, il a représenté la circonscription de Madawaska-les-Lacs à l'Assemblée législative du Nouveau-Brunswick de l'élection de 2010 à l'élection de 2014, où il a été défait par la libérale Francine Landry.

## Biographie
Né à Lac-Baker, Bonenfant est une figure connue des milieux politiques du Madawaska et du Nouveau-Brunswick. Entre 1995 et 2010, il a été successivement chef de cabinet de Jeannot Volpé, successivement ministre des Ressources naturelles et des Finances dans le gouvernement de Bernard Lord, adjoint de circonscription, puis directeur des programmes régionaux au niveau fédéral.
Membre des Forces armées canadiennes pendant six ans, et membre de la Réserve, Bonenfant a commandé l'escadron 836 des Cadets de l'air. à Clair. Il a également œuvré comme agent d'assurance et courtier dans le domaine de l'immobilier et a participé à des organismes locaux bénévoles.